# Czakram wawelski

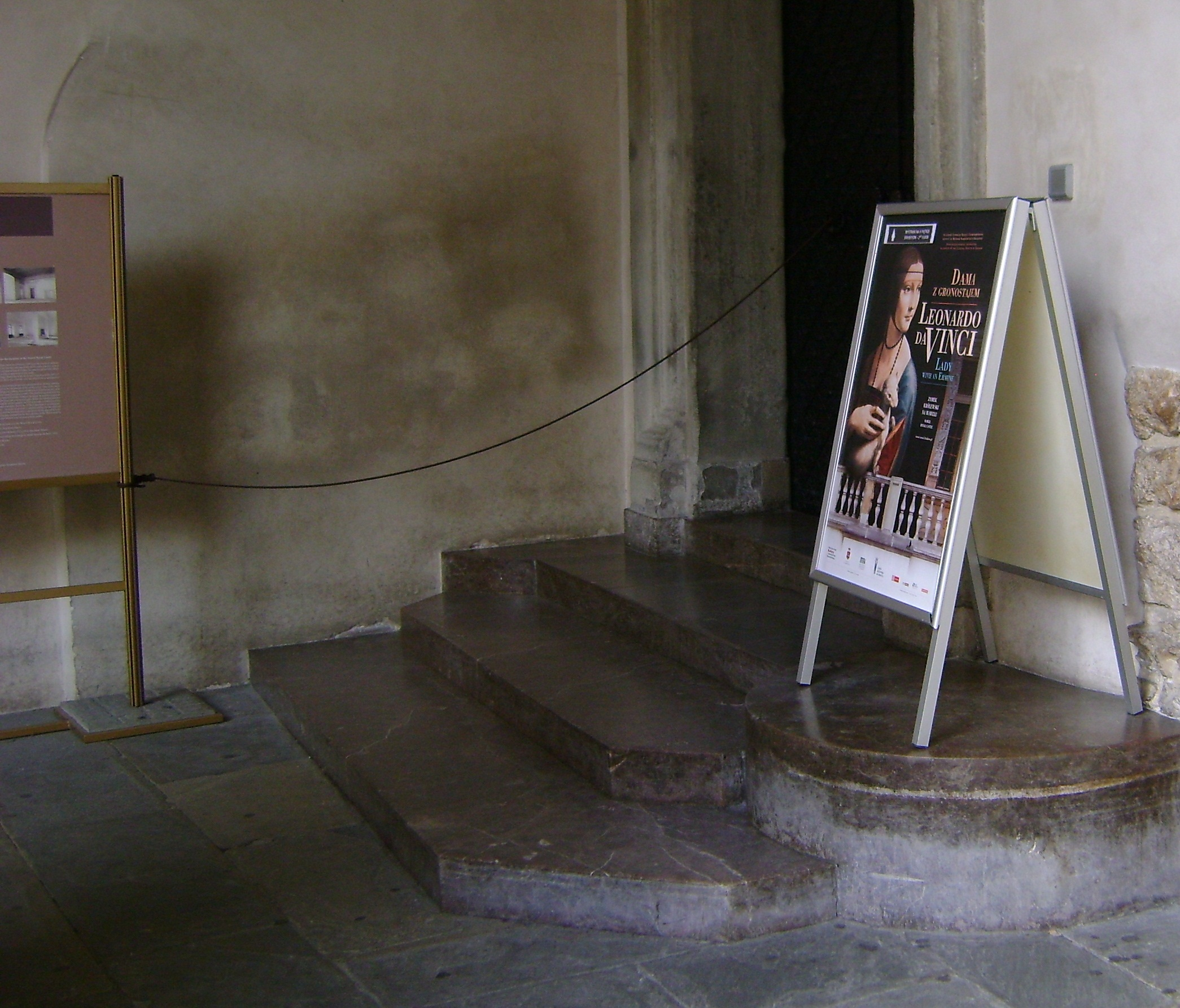
Ściana przy czakramie wawelskim

Czakram wawelski – według powstałej w XX w. legendy tzw. „miejsce mocy” w postaci kamienia mającego znajdować się na terenie nieistniejącego już kościoła św. Gereona na Wzgórzu Wawelskim. 

## Historia powstania legendy
Pierwotnego źródła miejskiej legendy należy upatrywać w wykopaliskach archeologicznych prowadzonych w rejonie dziedzińca Batorego oraz podziemiach zachodniego skrzydła Zamku Królewskiego na Wawelu (pierwsze prace w 1914, kontynuowane do lat 20. XX wieku przez Adolfa Szyszko-Bohusza). Ówczesne gazety rozpisywały się w sensacyjnym tonie o odnalezionych reliktach bazyliki, przypisując im także pogańskie pochodzenie, jako rzekomej kąciny; takich śladów nigdy nie znaleziono. Informację o odnalezieniu tam "cudownego kamienia" pierwsze miało podać czasopismo ezoteryczne z Londynu, co przykuło uwagę tamtejszych mistyków hinduistycznych.
Córka Adolfa Szyszko-Bohusza wspominała o wizycie w na Wawelu Hindusów sprowadzonych przez teozofkę Borzobohatą. Zdarzenie to najpewniej dało początek opowieści o Hindusach, którzy na Wawelu ponoć rozmawiali w niezrozumiałym dla osób postronnych języku „o czymś”. Domysły zaczęły powoli żyć własnym życiem. Tajemniczy temat rozmowy z biegiem czasu stał się „miejscem specjalnej energii”, a następnie kamieniem ukrytym za ścianą dziedzińca wawelskiego (nigdy nie stwierdzono istnienia żadnego specjalnego kamienia w tym miejscu, zaś próby zmierzenia rzekomej energii promieniującej z tego miejsca niczego nie wykazały).
Jeżeli jednak opowieści o częstych pielgrzymkach Hindusów na Wawel są prawdziwe, to może być to skutkiem działalności teozofki Wandy Dynowskiej. Jak pisze prof. Michał Rożek, to Wanda Dynowska w dwudziestoleciu międzywojennym rozsławiła wawelski kamień. Od roku 1935 przebywała w Indiach i popularyzowała tam ezoterykę Krakowa i czakram wawelski. W latach po wizycie w Polsce premiera Indii Nehru panowało w Krakowie dość powszechne przekonanie, że udał się do podziemi wawelskich, aby tam modlić się przy tajemniczym kamieniu.
Pierwotnie nie używano terminu „czakram”; termin ten nie występuje jeszcze w wydanej w latach 60. Wielkiej Encyklopedii Powszechnej i dopiero w latach 80. XX wieku na fali zainteresowania ideami New Age określono to miejsce mianem „czakramu Ziemi”, nawiązując do tantrycznego pojęcia ćakr, czyli siedmiu punktów energetycznych w ciele ludzkim. W czasopiśmie ezoterycznym "Lotos" ze stycznia 1935, wydawanego w Krakowie pod od redakcją Jana Hadyny, po raz pierwszy wspomniano o "miejscu mocy" na Wawelu, nazywając je jednym z siedmiu "lotosów Ziemi", czyli centrów magnetycznych świata, które przed wiekami zostały oznaczone przez Apoloniusza z Tiany, powołując się na słowa prezydenta międzynarodowego Towarzystwa Teozoficznego, George'a Arundale.
Zgodnie z nowo powstałym pomysłem, nieistniejącym w tradycji indyjskiej, na Ziemi również ma się znajdować siedem miejsc o specjalnej energii, wyczuwanej przez niektóre osoby. Stworzone przez różnych autorów listy tych miejsc bardzo się między sobą różnią, ale w większości zawierają takie pozycje, jak Rzym, Jerozolima, Delhi itd.
Z czasem legenda czakramu wawelskiego obrosła w coraz bardziej nieprawdopodobne opowieści. Wśród środowisk wyznających poglądy pseudonaukowe największą popularność zdobyła sobie teoria, wedle której ów „kamień mocy” miał na Wawelu umieścić Apoloniusz z Tiany, żyjący w I wieku grecki neopitagorejczyk. Częstym błędem wśród osób wierzących w istnienie czakramu jest też podawanie, iż kościół, w którym rzekomo się on znajduje, nosi wezwanie „św. Gedeona” i jest kaplicą.
Sprawa „czakramu” na Wawelu została na tyle dobrze rozreklamowana, że wspominają o nim także zagraniczne media.

## Wykorzystanie pojęcia czakramu w marketingu

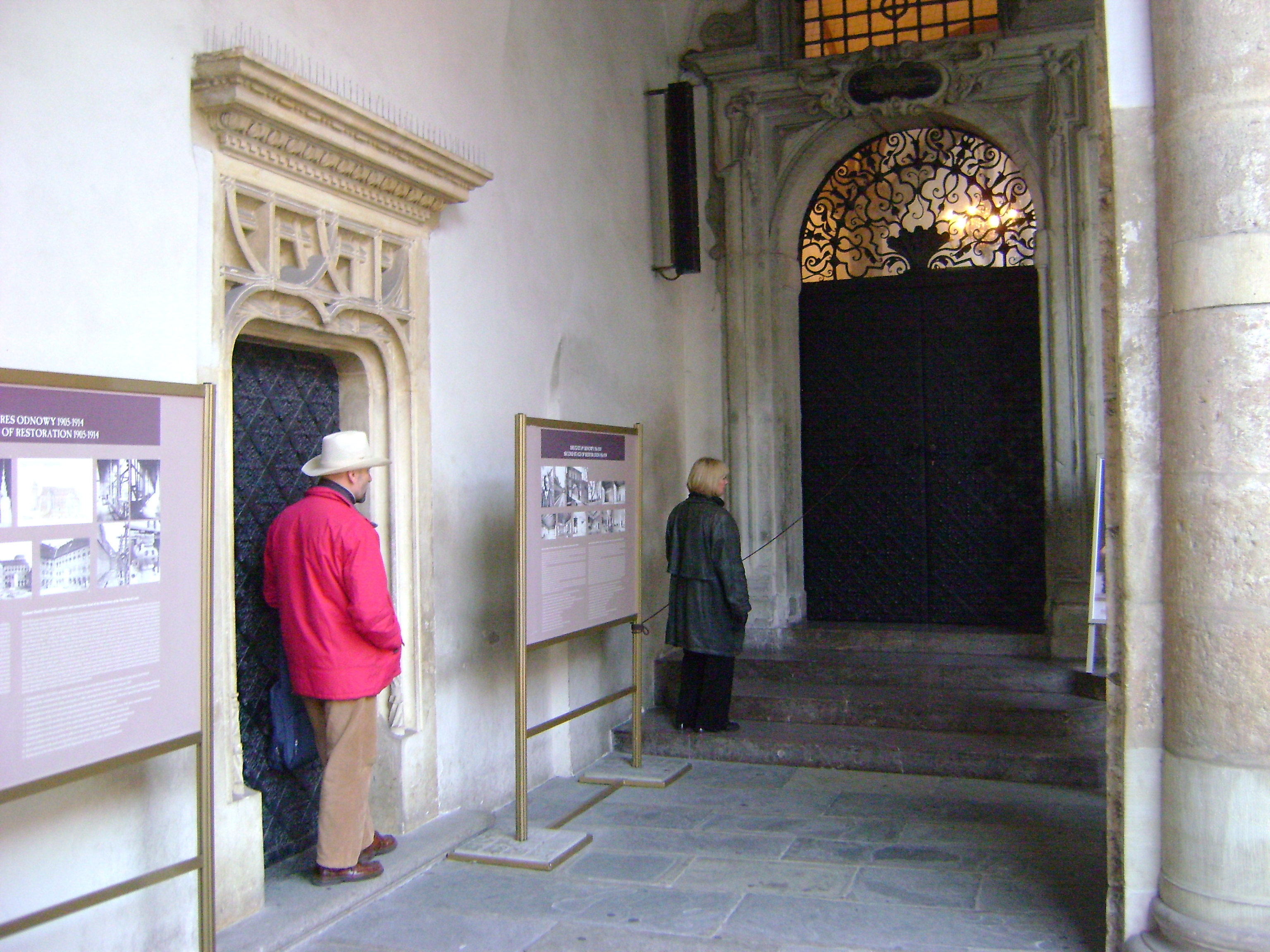
Wyznawcy przy czakramie

Idea czakramu jako tajemniczego miejsca pozytywnej energii bywa wykorzystywana do promocji turystycznej różnych obiektów również w innych regionach Polski, na przykład zamku w Lublinie. Korzystając z popularności wawelskiego czakramu również Niepołomice zaczęły reklamować się własnym „miejscem mocy” na tamtejszym zamku, w którym wedle twórców legendy ma się znajdować fragment „magicznego kamienia” z Wawelu, umieszczony tam jakoby przez Kazimierza Wielkiego. O czakramie zaczyna się mówić także w Kościele Mariackim w Gdańsku. Pojawiło się również wiele firm posiadających w nazwie słowo „czakram”.

## Kontrowersje
Sprawa czakramu pojawiła się ponownie w mediach na początku XXI wieku, gdy dyrekcja Zamku Królewskiego na Wawelu czyniła wysiłki mające na celu zdyskredytowanie legendy, motywując to z jednej strony niszczeniem ściany przez opierających się o nią wierzących, licznie przybywających w nadziei uzdrowienia przez dobroczynną energię, a z drugiej strony niezgodnością z wiarą rzymskokatolicką oraz ośmieszaniem w ten sposób miejsca o wartościach historycznych i kulturowych.